# KOSMOS (近畿日本鉄道)
KOSMOS（コスモス、Kintetsu Oriented Signal and Monitor Operation System、近鉄列車運行管理システム）とは、列車の運行管理や制御機器の監視、信号システムの集中制御などを総合的に行う列車運行管理システム (PTC) の一種であり、近畿日本鉄道が関西地区の路線（一部除く）と阪神電気鉄道の路線の一部区間で運用しているコンピュータシステムである。

## 概要
1986年（昭和61年）から稼働している列車運行管理システムで、2020年現在では難波線・大阪線（大阪上本町 - 西青山間）・京都線・奈良線・橿原線・天理線・信貴線・生駒線・田原本線・南大阪線・吉野線・道明寺線・長野線・御所線・阪神なんば線（桜川 - 大阪難波間）に導入されており、連動駅全ての運行管理を担っている。
また、名古屋地区の各路線は2010年からKRONOS（クロノス、Kintetsu Rapid Operated New Original System）が運用を開始している。

## 導入時期
- 1986年（昭和61年）：奈良線（東生駒 - 近鉄奈良間）・京都線（高の原 - 大和西大寺間）・橿原線（大和西大寺 - 平端間）[1]
- 1992年（平成4年）：難波線・奈良線（大阪上本町 - 東生駒間）・天理線[1]
- 1998年（平成10年）：橿原線（平端 - 橿原神宮前間）・大阪線（大阪上本町 - 西青山間）・信貴線[1]
- 2002年（平成14年）：南大阪線・道明寺線・長野線・御所線[1]
- 2005年（平成17年）：京都線（京都 - 高の原間）[1]
- 2009年（平成21年）3月20日：阪神なんば線（大阪難波 - 桜川間）
- 2017年（平成29年）：生駒線・田原本線[1]
- 2020年（令和2年）6月21日：吉野線

## システム更新
KOSMOSは従来、制御駅ごとにコンピューターを設置する分散制御方式を採用していたが、2017年3月に「大阪総合指令所」が設置されるのに合わせて、南大阪線・道明寺線・長野線・御所線を除く全線で線区集中制御方式の新システムに更新した。この更新では、大和西大寺駅を中心としたダイヤや駅構内の入換番線等を示すダイヤを表示する機能、表示ダイヤをマウスで直接調査する機能や、キーボードによる列車番号の直接入力機能の追加に加え、車番管理機能や踏切集中管理機能、OA用パソコン上で在線状況や各駅の連動変化状況を取得できるweb-TID機能の追加などの各種機能拡充が行われた。また、これに合わせて生駒線・田原本線が新たにKOSMOS管理下線区となった。

## KOSMOS連動駅
2018年12月現在の連動駅一覧（南大阪線・道明寺線・長野線・御所線除く）

凡例

◎：2017年のシステム更新以前から対象

○：2017年のシステム更新で追加

−：対象外
| 事業者       | 駅名       | 進路制御 | 案内制御 |
| ------------ | ---------- | -------- | -------- |
| 阪神電気鉄道 | 桜川       | ◎        | ◎        |
| 近畿日本鉄道 | 大阪難波   | ◎        | ◎        |
| 近畿日本鉄道 | 近鉄日本橋 | −        | ◎        |
| 近畿日本鉄道 | 大阪上本町 | ◎        | ◎        |
| 近畿日本鉄道 | 鶴橋       | ◎        | ◎        |
| 近畿日本鉄道 | 布施       | ◎        | ◎        |
| 近畿日本鉄道 | 河内小阪   | −        | ◎        |
| 近畿日本鉄道 | 八戸ノ里   | ◎        | ◎        |
| 近畿日本鉄道 | 若江岩田   | −        | ◎        |
| 近畿日本鉄道 | 河内花園   | −        | ◎        |
| 近畿日本鉄道 | 東花園     | ◎        | ◎        |
| 近畿日本鉄道 | 瓢簞山     | ◎        | ◎        |
| 近畿日本鉄道 | 石切       | ◎        | ◎        |
| 近畿日本鉄道 | 生駒       | ◎        | ◎        |
| 近畿日本鉄道 | 東生駒     | ◎        | ◎        |
| 近畿日本鉄道 | 富雄       | −        | ◎        |
| 近畿日本鉄道 | 学園前     | −        | ◎        |
| 近畿日本鉄道 | 菖蒲池     | −        | ◎        |
| 近畿日本鉄道 | 大和西大寺 | ◎        | ◎        |
| 近畿日本鉄道 | 近鉄奈良   | ◎        | ◎        |
| 近畿日本鉄道 | 京都       | ◎        | ◎        |
| 近畿日本鉄道 | 東寺       | ◎        | ◎        |
| 近畿日本鉄道 | 上鳥羽口   | ◎        | −        |
| 近畿日本鉄道 | 近鉄丹波橋 | −        | ◎        |
| 近畿日本鉄道 | 桃山御陵前 | −        | ◎        |
| 近畿日本鉄道 | 向島       | ◎        | ◎        |
| 近畿日本鉄道 | 大久保     | ◎        | ◎        |
| 近畿日本鉄道 | 新田辺     | ◎        | ◎        |
| 近畿日本鉄道 | 三山木     | −        | ◎        |
| 近畿日本鉄道 | 近鉄宮津   | ◎        | −        |
| 近畿日本鉄道 | 新祝園     | ◎        | ◎        |
| 近畿日本鉄道 | 高の原     | ◎        | ◎        |
| 近畿日本鉄道 | 西ノ京     | −        | ◎        |
| 近畿日本鉄道 | 近鉄郡山   | −        | ◎        |
| 近畿日本鉄道 | 筒井       | −        | ◎        |
| 近畿日本鉄道 | 平端       | ◎        | ◎        |
| 近畿日本鉄道 | 田原本     | ◎        | ◎        |
| 近畿日本鉄道 | 大和八木   | ◎        | ◎        |
| 近畿日本鉄道 | 橿原神宮前 | ◎        | ◎        |
| 近畿日本鉄道 | 弥刀       | ◎        | −        |
| 近畿日本鉄道 | 近鉄八尾   | −        | ◎        |
| 近畿日本鉄道 | 河内山本   | ◎        | ◎        |
| 近畿日本鉄道 | 高安       | ◎        | ◎        |
| 近畿日本鉄道 | 河内国分   | ◎        | ◎        |
| 近畿日本鉄道 | 五位堂     | ◎        | ◎        |
| 近畿日本鉄道 | 大和高田   | −        | ◎        |
| 近畿日本鉄道 | 桜井       | −        | ◎        |
| 近畿日本鉄道 | 大和朝倉   | ◎        | −        |
| 近畿日本鉄道 | 榛原       | ◎        | ◎        |
| 近畿日本鉄道 | 名張       | ◎        | ◎        |
| 近畿日本鉄道 | 桔梗が丘   | −        | ◎        |
| 近畿日本鉄道 | 伊賀神戸   | ◎        | ◎        |
| 近畿日本鉄道 | 青山町     | ◎        | ◎        |
| 近畿日本鉄道 | 南生駒     | ○        | −        |
| 近畿日本鉄道 | 萩の台     | ○        | −        |
| 近畿日本鉄道 | 東山       | ○        | −        |
| 近畿日本鉄道 | 平群       | ○        | −        |
| 近畿日本鉄道 | 信貴山下   | ○        | −        |
| 近畿日本鉄道 | 天理       | ◎        | −        |
| 近畿日本鉄道 | 箸尾       | ○        | −        |
| 近畿日本鉄道 | 大輪田     | ○        | −        |